# بوب ليتش
بوب ليتش (بالإنجليزية: Bob Leach)‏ هو صحفي أمريكي، ولد في 16 ديسمبر 1914 في دوبري في الولايات المتحدة، وتوفي في 30 مارس 2008.

## وصلات خارجية
- بوب ليتش على موقع IMDb (الإنجليزية)